# Stazione di Casalecchio Garibaldi
La stazione di Casalecchio Garibaldi è una stazione ferroviaria posta sulla ferrovia Porrettana, gestita da Rete Ferroviaria Italiana, e origine della ferrovia Casalecchio-Vignola, gestita da Ferrovie Emilia Romagna.
Serve i quartieri settentrionali della città di Casalecchio di Reno.

## Storia
La stazione di Casalecchio Garibaldi venne attivata il 31 dicembre 2002.
Il 30 settembre 2003 la stazione fu teatro di un incidente ferroviario, in cui un passeggero perse la vita e numerosi altri rimasero feriti. Il treno regionale 11432, proveniente da Porretta Terme e diretto a Bologna Centrale, alle 8:15 si schiantò contro un blocco di cemento al termine di un binario tronco, erroneamente imboccato per il mancato rispetto di un semaforo rosso.
Fino al 26 febbraio 2016, a causa dei differenti gestori dell'infrastruttura, i cinque binari di stazione erano numerati rispettivamente 1-2-3 (linea per Porretta Terme, gestita da RFI) e 2 Fer-1 Fer (linea per Vignola, gestita da FER). A partire da tale data, la numerazione è stata unificata, numerando i binari da 1 a 5. I due gestori hanno continuato tuttavia a mantenere sistemi informativi separati.
A dicembre 2019, il binario 1 risulta essere stato rimosso; i binari precedentemente numerati da 2 a 5 sono stati rinumerati da 1 a 4 (1 e 2 sulla linea per Porretta Terme, 3 e 4 sulla linea per Vignola). Inoltre, i sistemi informativi sono stati unificati.

## Movimento
Il servizio passeggeri è costituito dai treni regionali delle linee S1 (Porretta Terme-Bologna Centrale-Pianoro) e S2A (Bologna Centrale-Vignola) del servizio ferroviario metropolitano di Bologna. La linea S1 è percorsa da treni regionali cadenzati alla mezz'ora, mentre la linea S2A è percorsa da treni regionali cadenzati a frequenza oraria, con rinforzi alla mezz'ora nelle ore di punta.
Il servizio ferroviario è svolto da Trenitalia Tper nell'ambito del contratto di servizio stipulato con la regione Emilia-Romagna.
A novembre 2019, la stazione risultava frequentata da un traffico giornaliero medio di circa 2 371 persone (1 189 saliti + 1 182 discesi).
Ai fini tariffari, la stazione ricade nell'area urbana di Bologna, entro la quale sono validi i normali titoli di viaggio urbani.

## Servizi
La stazione è classificata da RFI nella categoria silver.